# Liễu mai
Liễu mai hay liễu hồng (danh pháp hai phần: Arachnothryx leucophylla) là một loài thực vật có hoa trong họ Thiến thảo. Loài này được (Kunth) Planch. mô tả khoa học đầu tiên năm 1849.

## Hình ảnh

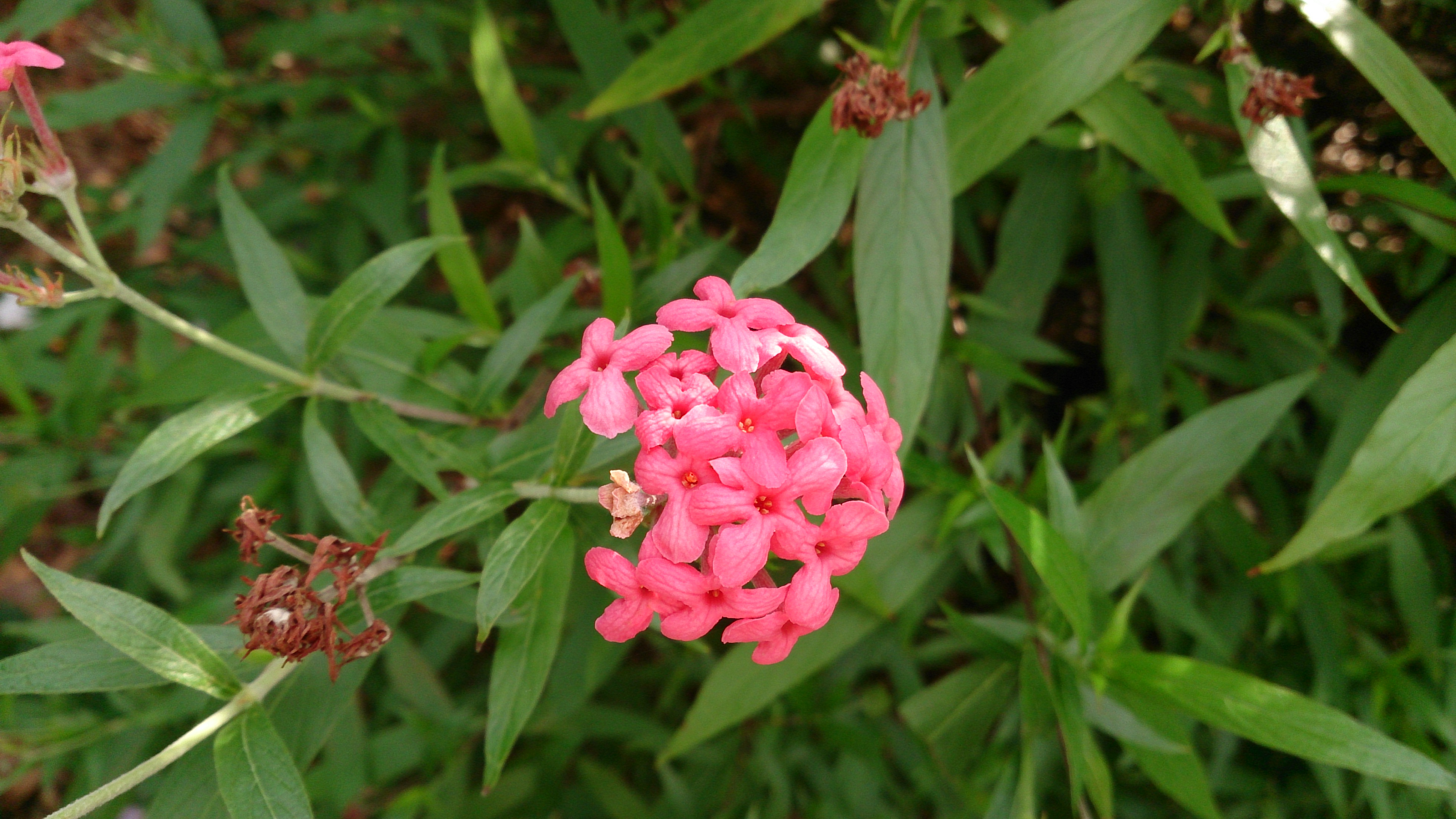
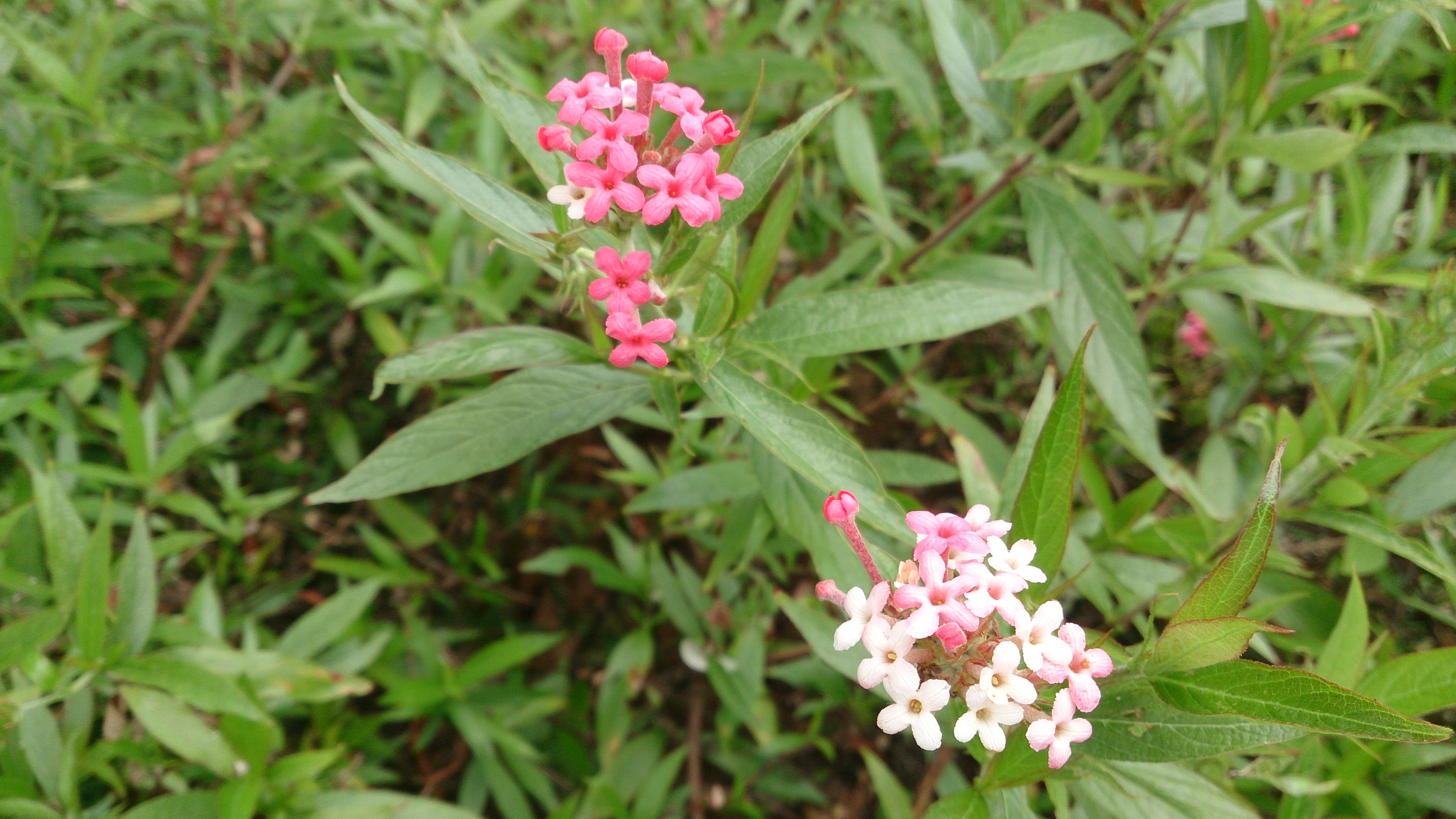
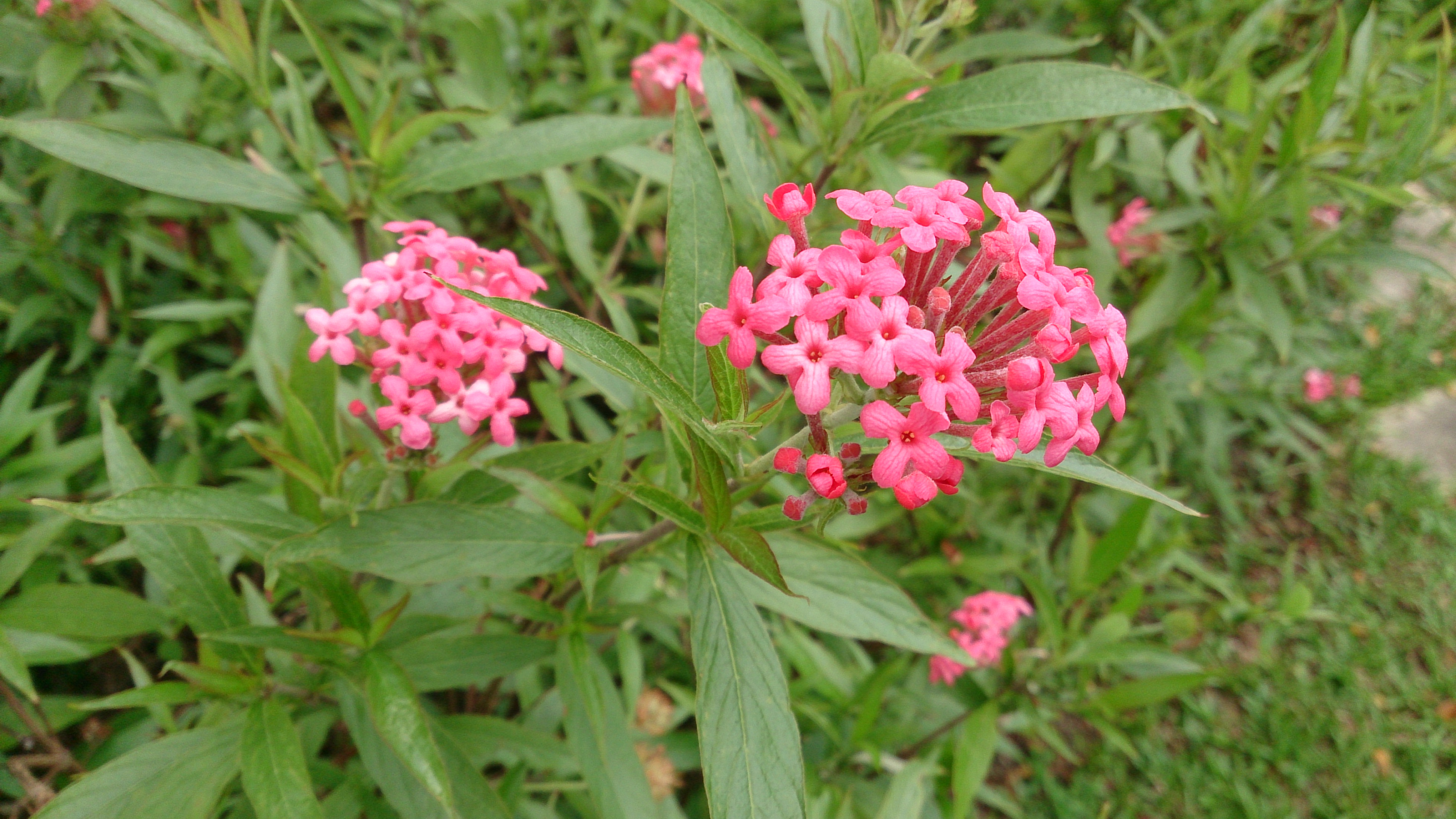
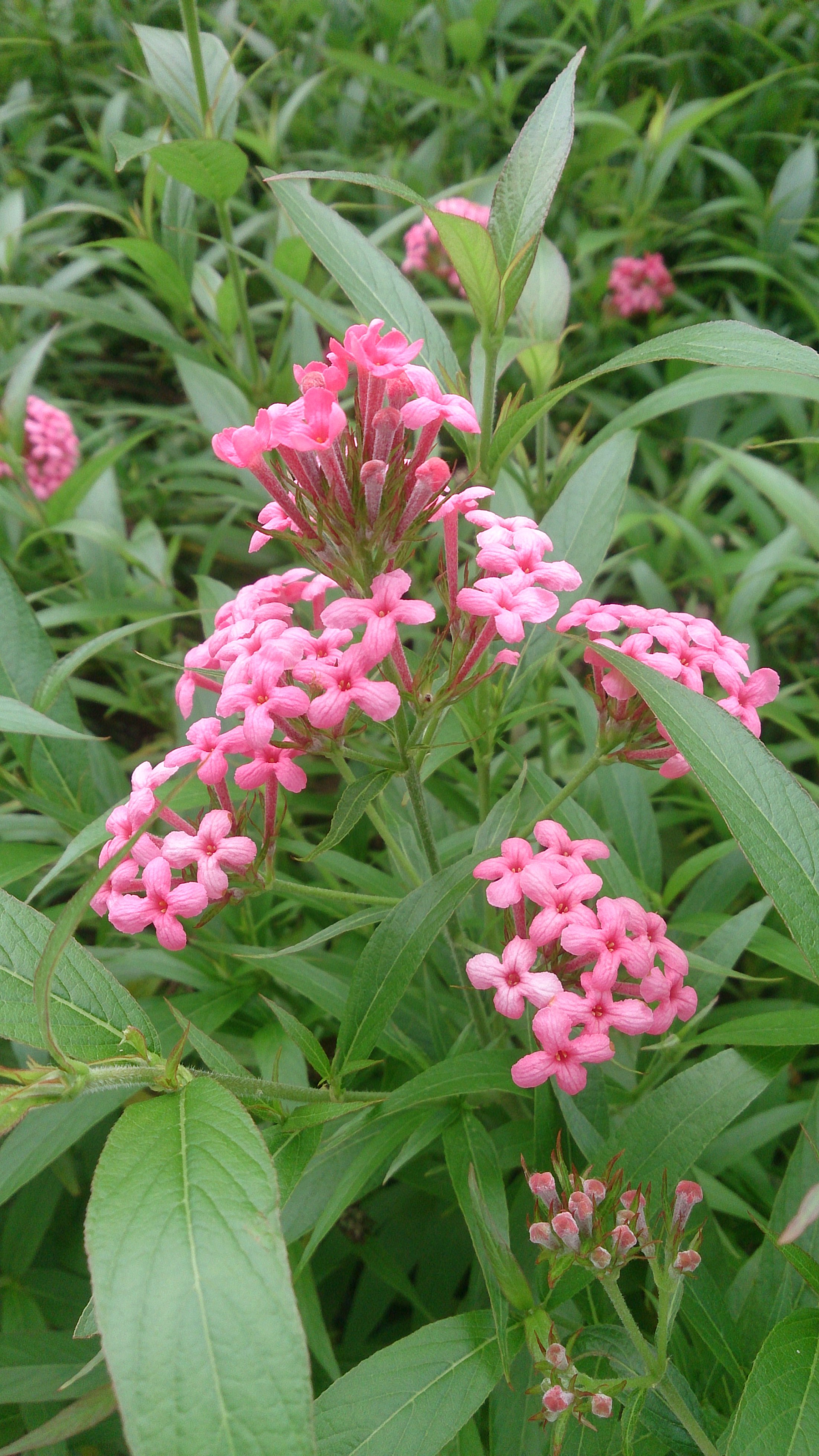